# Gun Andersson (skådespelare)
Gun Britt Ingrid Andersson, född 18 juni 1937 i Sofia församling, Stockholm, är en svensk skådespelare.

## Biografi
Andersson tog en tid teaterlektioner för den ryskfödde pedagogen Manja Benkow i dennes hem på Götgatan 55 i Stockholm. Men hon studerade även på Calle Flygares Teaterskola och för Gösta Terserus i hans studio på Blasieholmen.
Regissören Per-Axel Branner engagerade den ännu inte 18 år fyllda teatereleven Gun Andersson för rollen som Rebecka Gibbs i sin uppsättning av Thornton Wilders pjäs Vår lilla stad. I januari 1955 var det premiär på Nya teatern på Regeringsgatan 111 med Lars Ekborg som George Gibbs. I den digra rollistan fanns även Erik "Bullen" Berglund, Claes Thelander, Frank Sundström, Marianne Aminoff och Öllegård Wellton med flera.
Andersson filmdebuterade senare samma år som Sippan i Håkan Bergströms Farligt löfte men var även med i Stig Olins film Mord, lilla vän.
Gun Andersson fortsatte studierna samtidigt som hon turnerade med Bygdeteatern – som var en enhet inom Uppsala-Gävle Stadsteater – i rollen som Ruth i Eugene O'Neills drama Bortom horisonten, i vilken hon uppmärksammades av recensenterna för sin spelintensitet på scenen. Hon engagerades våren 1957 till Riksteaterns studio där hon spelade i Feydeau-farsen Det ger jag katten i  med Allan Edwall som regissör.
Gun Andersson blev 1957 antagen vid Göteborgs stadsteaters elevskola i samma årskull som Ingvar Hirdwall, Jan Nygren och Åke Lundqvist. Efter två år på skolan kom hon hösten 1959 till Riksteatern där hon debuterade som Helene i H.C. Branners Thermopyle med Semmy Friedmann och Märta Arbin.
Andersson var därefter vid Vasa Teater i Finland, innan teaterchefen Hans Råstam hösten 1964 rekryterade henne till Borås stadsteater. 1970 följde Västeråsensemblen i en tid då Västerås hade en mer framträdande plats i teater-Sverige och lockat till sig av dåtidens storheter som Ernst Günther, Frej Lindqvist och Ulla Blomstrand. Bland rollerna i Västerås kan nämnas Ulla i Kent Anderssons  och Bengt Bratts uppmärksammade samtidspjäs Tillståndet.
1975 återkom Andersson till Riksteatern där hon turnerade landet runt som Drottning Christina i Strindbergs drama Christina, med Lennart Kollberg som regissör. Hon gjorde sitt sista framträdande på teaterscenen som Mary Tyrone i O'Neills Lång dags färd mot natt på Riksteatern 1986.

## Teater

### Roller
| År   | Roll          | Produktion                                            | Regi             | Teater                   |
| ---- | ------------- | ----------------------------------------------------- | ---------------- | ------------------------ |
| 1955 | Rebecca Gibbs | Vår lilla stad (Our Town) Thornton Wilder             | Per-Axel Branner | Nya Teatern              |
| 1955 | Frida         | Henrik IV (Enrico IV) Luigi Pirandello                | Per-Axel Branner | Nya Teatern              |
| 1956 | Ruth Atkins   | Bortom horisonten (Beyond the Horizon) Eugene O'Neill | Lars Barringer   | Upsala-Gävle stadsteater |

## Radioteater
| År   | Roll | Produktion                   | Regi          |
| ---- | ---- | ---------------------------- | ------------- |
| 1975 |      | Bye bye blues James Saunders | Tom Lagerborg |